# Centre de formation professionnelle arts de Genève
 (mars 2019).
Le Centre de formation professionnelle arts de Genève est une école professionnelle qui a été fondé en 1876 à Genève sous l'appellation "École des arts industriels". Il a ensuite été renommé successivement "École des arts décoratifs" en 1952, "École d'arts appliqués", "Centre de Formation Professionnelle Arts Appliqués" avant de prendre son nom actuel en 2016.

## Description
Les formations proposées par cette école interviennent après le cycle d'orientation, soit la scolarité obligatoire à Genève, et font partie du degré secondaire II ou du tertiaire B. 
La formation à la pratique professionnelle s'effectue auprès d'un employeur pour la voie duale ou après avoir réussi un concours d'entrée pour la voie à plein temps.
La formation est dispensée par des maîtres d'ateliers, qui exercent parallèlement une activité professionnelle dans le domaine qu'ils enseignent pour la voie plein temps.
En fonction du métier choisi, la formation initiale dure 3 ou 4 ans. Elle débouche sur l'obtention d'un certificat fédéral de capacité.

## Formations
L'école forme au CFC de bijoutier, céramiste, interactive media designer (concepteur multimédia), créateur de vêtements domaine spécifique vêtements pour dames, danseur interprète orientation contemporaine, dessinateur orientation architecture d'intérieur, graphiste et polydesigner 3D domaine spécifique création. Elle propose aussi de réaliser une maturité professionnelle type Arts visuels et arts appliqués. 
En 2017, sous l'impulsion de la Swiss Comics Artists Association et des auteurs suisses de renom Tom Tirabosco, Isabelle Pralong, Nadia Raviscioni et Yannis La Macchia, une nouvelle filière de niveau tertiaire ouvre en son sein, l'École supérieure de bande dessinée et d'illustration de Genève (ESBDI), qui enseigne principalement la bande dessinée et l'illustration mais aussi le dessin de presse, le reportage dessiné ou  l'animation. Le parrain de cette école est le dessinateur Zep.